# Červená studňa (Kras Słowacko-Węgierski)
Červená studňa – wydatne źródło na Płaskowyżu Borczańskim (słow. Bôrčanská planina) w Krasie Słowacko-Węgierskim na Słowacji.
Znajduje się w dolnej części zachodniego, trawiastego stoku wzniesienia Matesova skala (925 m n.p.m.). Woda źródła zasila zbiorniki wodopoju dla wypasanego tu (obecnie już sporadycznie) bydła, a cieknąc dalej tworzy Czerwony Potok (słow. Červený potok), który jest pierwszym lewobrzeżnym dopływem Čremošnej (według innych ustaleń: jednym z dwóch źródłowych cieków tego potoku).